# 버몬트/선셋역
버몬트/선셋역 (Vermont/Sunset Station)은 로스앤젤레스 군 광역철도의 빨간선역 중 하나이다. 버몬트 거리 (Vermont Ave)랑 선셋 대로 (Sunset Blvd)의 교차로에 위치되어 있는 지하철역이다.

## 역 정보

### 역 구조
| 지상1층 | 길거리                          | 출입구 (내려감), 메트로 버스 정류장                                      |
| 지하1층 |                                 | 출입구 (올라감), 표 사는 곳, 개찰구                                      |
| 지하2층 | 빨간선                          | ← 할리우드/웨스턴역 Hollywood/Vine Station ← 노스할리우드역행 (종착점행) |
| 지하2층 | 섬식 승강장, 윈쪽 출입문이 열림 |                                                                          |
| 지하2층 | 빨간선                          | → 버몬트/산타모니카역 Vermont/Sunset Station → 유니언역행 (기점행)       |

### 열차 운행 정보

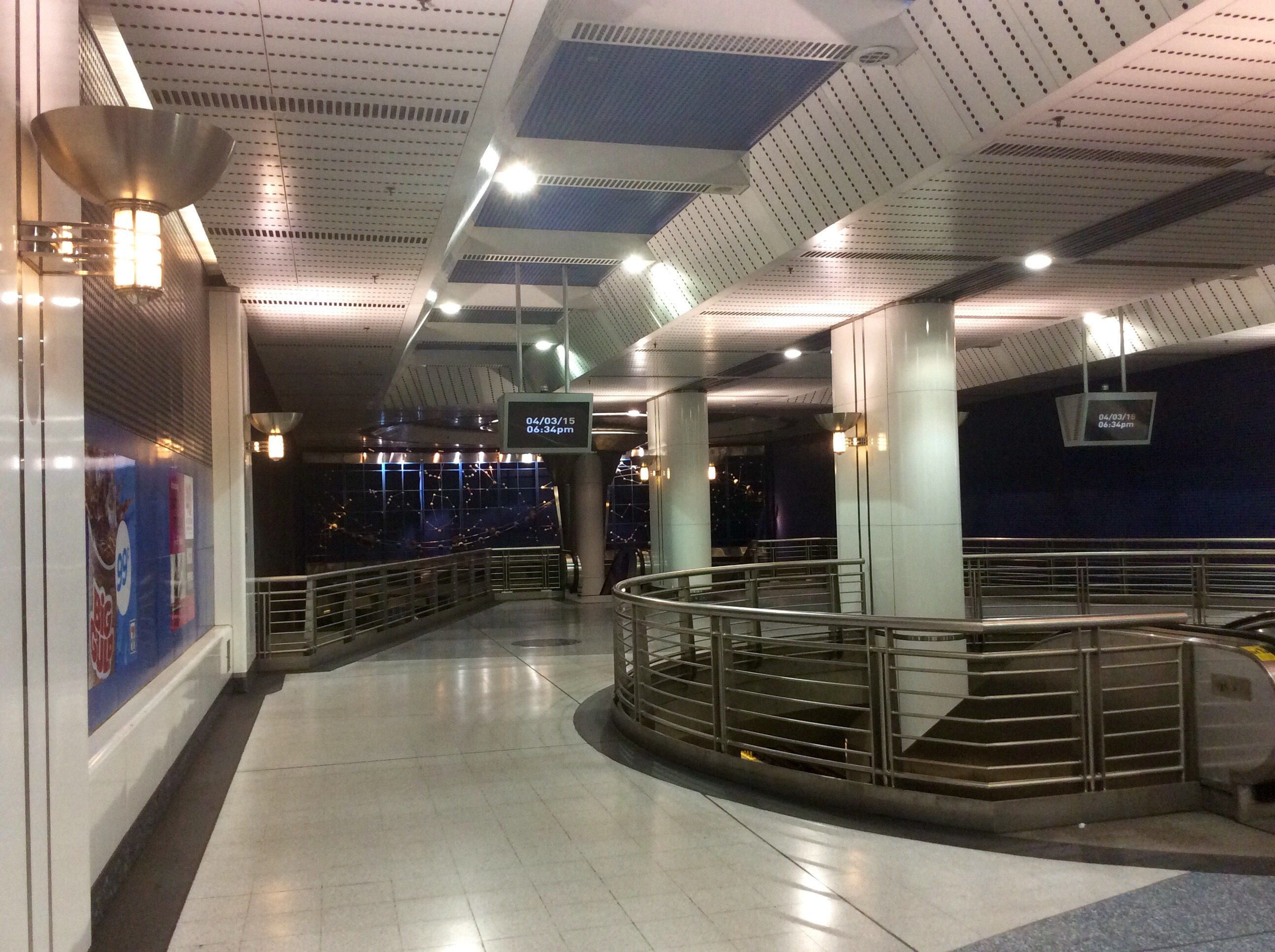
지하1층의 모습.

이 역의 지하철 운행은 오전 5시부터 시작하여 오전 12시 45분까지 한다. 한편 열차 점검으로 인하여 오후 9시 이후에는 시간표가 부정확해진다고 한다.

## 연결 가능한 대중교통
| 메트로 (버스)     | 일반 메트로버스: 2, 175, 204, 206, 302 급행 메트로버스: 754                                    |
| 푸트힐 (버스)     | -                                                                                              |
| LADOT (버스)      | * 할리우드 (Hollywood)편 * 로스필리스 (Los Feliz)편 * 그리피스 천문대 (Griffith Observatory)편 |
| 메트로링크 (기차) | -                                                                                              |
| 암트랙 (기차)     | -                                                                                              |
| 기타:             | -                                                                                              |